# Bledsøen
Bledsøen (slovensk: Blejsko jezero) er en sø i de Juliske Alper, i det nordvestlige Slovenien. Søen er beliggende ved byen Bled og er et populært turistmål.

## Geografi og historie
Søen er 2.120 m lang og 1.380 meter bred, med en maksimum dybde på 30,6 meter. Søen er malerisk beliggende omgivet af bjerge og skove. Midt i søen ligger Bledøen (sln. Blejski otok), den eneste naturlige ø i Slovenien. Øen har flere bygninger, blandt andet Mariekirken Cerkev Marijinega vnebovzetja fra 1400-tallet. Kirken anvendes regelmæssig til bryllupper og har et 52 meter højt tårn. 
Søen er kendt af roere for sine gode forhold for sporten. Bledsøen var vært for verdensmesterskaberne i roning 1966, 1979, 1989 og 2011.
Bledsøen er beliggende 35 kilometer fra den internationale lufthavn Jože Pučnik i nærheden af Ljubljana.  
Området omkring Bledsøen har været feriemål og kursted for konger og adelige – og senere for Jugoslaviens præsident Josip Broz Tito, der indrettede Villa Bled som sommerresidens i 1947. Siden 1984 har stedet været indrettet som luksushotel og med det oprindelige inventar i behold. 

## Galleri
- Luftfoto
- Bledsøen
- Kirken
- Pletna
- Søen
- Slot Grimschitz (Graščina Grimšče), Mariekirken og Bled
- Bledsøen med slottet
- Bledsøen med kirken

46°21′52″N 14°05′41″Ø / 46.3644°N 14.0947°Ø